# خيسوس مولينا
خيسوس مولينا (بالإسبانية: Jesús Molina)‏ (29 مارس 1988 في المكسيك - ) هو لاعب كرة قدم مكسيكي في مركز الدفاع. شارك مع منتخب المكسيك لكرة القدم. أما مع النوادي، فقد لعب مع تايجرز أونال وسانتوس لاغونا ونادي أمريكا وBúhos UNISON ‏.

## وصلات خارجية
- خيسوس مولينا على موقع الاتحاد الدولي (مؤرشف)  (الإنجليزية)
- خيسوس مولينا على موقع قاعدة بيانات كرة القدم.إي يو (الإنجليزية)
- خيسوس مولينا على موقع ناشيونال فوتبول تيمز (الإنجليزية)
- خيسوس مولينا على موقع Soccerbase.com (لاعب) (الإنجليزية)
- خيسوس مولينا على موقع Soccerway.com (الإنجليزية)
- خيسوس مولينا على موقع AS.com (الإسبانية)